# THE HEART SONG COLLECTION
『THE HEART SONG COLLECTION』（ザ・ハート・ソング・コレクション）は、2011年8月24日に発売された日本の女性シンガーソングライター、MINMIのコンセプト・アルバム。
2007年に発表された『THE LOVE SONG COLLECTION 2006-2007』以来のコンセプト・アルバムであり、共に青春時代を送った数々の名曲としてのカバー楽曲や新曲を収録している。アルバム発売に先駆け収録曲の一部が連続でデジタル配信された。サウンドの制作などはアメリカのニューヨークで行われた。

## 収録曲解説
1. 想い出がいっぱい
H2Oのカヴァー。MINMIが子供の頃に聴いていた曲で、同世代やちょっと上の世代の人に聴かせたいという想いからカヴァー。サウンドに関しては、サビの歌詞にある"大人の階段のぼる"のように1980年代から2011年にタイムスリップするような時代を跨ぐ感じを出したかったという。当初は収録予定ではなかったが、アルバムの製作途中に東日本大震災が発生し、その後にこの曲を聴きカヴァーを決めたという[2]。
2. 慕情
サザンオールスターズのカヴァー。桑田佳祐の作るバラードに憧れがあり、「慕情」は特に歌いたかった曲だったという。カヴァーの承諾を得る際に桑田が闘病生活の為活動を休止しており、収録はできないことを前提で制作だけ進めたという。桑田の回復を想いながら制作したといい、レコーディング終了後に桑田本人から承諾を得て収録が決まった[2]。
3. 糸
中島みゆきのカヴァー。Bank Bandによるカバーから糸を知ったという[2]。
4. レイニー ブルー
徳永英明のカヴァー。R&Bっぽさや自分らしさを歌う際に表現したといい、当時の失恋した時の記憶を重ねたという[2]。
5. OH MY LITTLE GIRL
尾崎豊のカヴァー。10代の時に聴いた好きな曲だといい、男性のカバーを多くやった方が面白いと思いカヴァーした[2]。
6. 星のラブレター
THE BOOMのカヴァー。
7. ひこうき雲
荒井由実（現松任谷由実）のカヴァー。松任谷のどの曲をカヴァーするか決める際に荒井由実時代を知らない世代に紹介したいという想いからこの曲が選ばれた[2]。
8. Three Little Birds
ボブ・マーリーのカヴァー。
9. 君のため
THE BLUE HEARTSのカヴァー。自身のオリジナル楽曲にはない感じの曲で、その分カヴァのハードルも高かったという[2]。
10. A Natural Woman
キャロル・キングのカヴァー。
11. レクイエム Intro
12. レクイエム
新曲。東日本大震災を経て制作された楽曲[2]。
13. ピンク帽子の”ドレミファソ“ Intro
14. ピンク帽子の”ドレミファソ“ 
新曲。元々は個人的な楽曲で、MINMIの子供の保育園での卒園のお別れ会が予定されていて、その為に作った曲である。作った次の日に東日本大震災が発生し、希望みたいなものを感じてほしいという願いからアルバムの最後に収録された[2]。

## 収録曲
| #   | タイトル                                     | 作詞                                     | 作曲                                     | 編曲 |
| --- | -------------------------------------------- | ---------------------------------------- | ---------------------------------------- | ---- |
| 1.  | 「想い出がいっぱい (H2O)」                   | 阿木燿子                                 | 鈴木キサブロー                           |      |
| 2.  | 「慕情 (サザン・オール・スターズ)」          | 桑田佳祐                                 | 桑田佳祐                                 |      |
| 3.  | 「糸 (中島みゆき)」                          | 中島みゆき                               | 中島みゆき                               |      |
| 4.  | 「レイニー ブルー (徳永英明)」               | 大木誠                                   | 徳永英明                                 |      |
| 5.  | 「OH MY LITTLE GIRL (尾崎豊)」               | 尾崎豊                                   | 尾崎豊                                   |      |
| 6.  | 「星のラブレター feat. PETER MAN(THE BOOM)」 | 宮沢和史                                 | 宮沢和史                                 |      |
| 7.  | 「ひこうき雲 (荒井由実)」                    | 荒井由実                                 | 荒井由実                                 |      |
| 8.  | 「Three Little Birds (Bob Marley)」          | Bob Marley                               | Bob Marley                               |      |
| 9.  | 「君のため (THE BLUE HEARTS)」               | 真島昌利                                 | 真島昌利                                 |      |
| 10. | 「A Natural Woman (Carole King)」            | Gerald Goffin, Carole King, Jerry Wexler | Gerald Goffin, Carole King, Jerry Wexler |      |
| 11. | 「レクイエム Intro」                         |                                          | MINMI                                    |      |
| 12. | 「レクイエム」                               | MINMI                                    | MINMI                                    |      |
| 13. | 「ピンク帽子の”ドレミファソ“ Intro」         |                                          | MINMI                                    |      |
| 14. | 「ピンク帽子の”ドレミファソ“」               | MINMI                                    | MINMI                                    |      |

## チャート
| チャート                        | 最高順位 | 出典  |
| ------------------------------- | -------- | ----- |
| オリコン 週間アルバムランキング | 10       | [ 3 ] |